# Verdrag van Kopenhagen (1857)

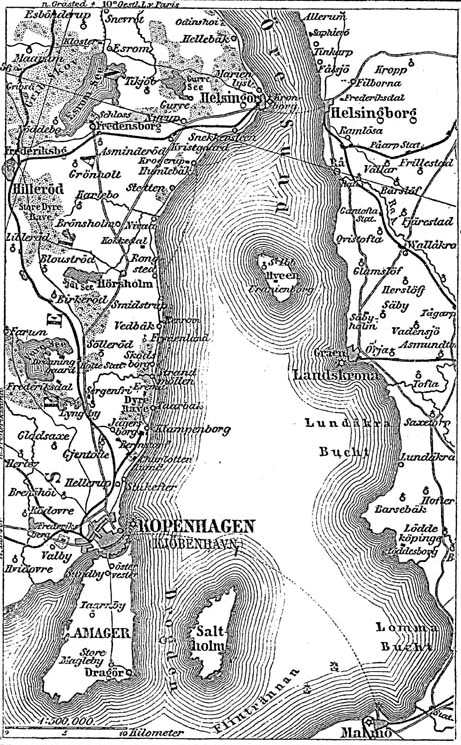
Kaart uit 1888 van de Sont

Het Verdrag van Kopenhagen (met de officiële naam: Traité pour l'abolition des droits du Sund et des Belts) was een verdrag dat vastlegde dat er door schepen die van de Noordzee naar de Oostzee wilden varen door de Sont of door de Grote of Kleine Belt niet langer tol betaald hoefde te worden.

## Tol
Denemarken beheerste lange tijd de drie belangrijkste zeeverbindingen tussen de Noordzee en de Oostzee. Alle schepen die door de zeestraten passeerden moesten tol betalen. De Sonttol, werd sinds 1429 door Denemarken geheven ter hoogte van de smalste doorgang bij Helsingør en ter hoogte van de smalste doorgangen van beide Belten. Beide oevers van de Sont waren destijds Deens gebied. De Sont was veruit de belangrijkste zeestraat, dit was de meeste directe verbinding en dit werd gereflecteerd in de naam van de tol.
De tol was een doorn in het oog van de zeevarende landen die gebruik maakten van deze zeestraten.

## Het verdrag
De Verenigde Staten, die in 1826 betaald hadden voor 30 jaar vrije doorvaart, weigerden in 1856 opnieuw te betalen. Nadat er zware druk op de Denen werd uitgeoefend, organiseerde Denemarken een conferentie in Kopenhagen, die op 14 maart 1857 resulteerde in de ondertekening van een verdrag.
In dit verdrag werd vastlegd dat de Sont en de Belten voor onbepaalde tijd vrije doorvaart zouden hebben. Zowel militaire als civiele schepen krijgen volgens dit verdrag de vrije en ongehinderde doorvaart, onder de voorwaarde dat zij zich niet vijandig of op welke wijze dan ook bedreigend gedragen. Denemarken nam de verplichting op zich om te zorgen voor goede navigatiemiddelen om de doorvaart veilig te kunnen doen, maar een loods werd niet verplicht gesteld. 
Ter compensatie voor het verlies aan inkomsten van de Denen werd een eenmalig afkoopbedrag afgesproken. Er werd een bedrag van 33,5 miljoen Deense rijks-daalders betaald, waarvan Engeland en Rusland elk ongeveer een derde deel betaalden en andere belanghebbenden de rest. Een apart verdrag tussen Denemarken en de Verenigde Staten dat datzelfde jaar werd ondertekend, gaf het laatste land onbeperkte doorgang tegen een eenmalige betaling van 393 miljoen Amerikaanse dollar.